# La bottega del barbiere 2
La bottega del barbiere 2 (Barbershop 2: Back in Business) è un film del 2004 diretto da Kevin Rodney Sullivan, prodotta da State Street Pictures e distribuita da Metro-Goldwyn-Mayer . È il sequel del film del 2002: La bottega del barbiere, la storia gravita attorno alla riqualificazione della zona sud di Chicago, chiamata South Side. Nel film è presente un cameo di Queen Latifah, nel ruolo di Gina, parrucchiera nel negozio accanto a quello del protagonista. Tale ruolo darà vita a uno spin-off chiamato Beauty Shop.

## Trama
Il negozio di Calvin è di nuovo in attività e questa volta gli affari vanno piuttosto bene. Ma il quartiere del negozio sta cambiando faccia sotto la guida del corrotto assessore Brown che ha stretto alleanza con la Quality Land Immobiliare, di Quentin Leroux. I piccoli commercianti sono stati riposti in secondo piano a favore di grandi centri commerciali, e il South Side di Chicago sta dimenticando le proprie radici. Le storie all'interno del negozio stanno cambiando: Jimmy è diventato il portaborse dell'assessore Brown e lo difende ingenuamente credendo che comunque i cambiamenti sono positivi. Terry sta seguendo un corso di yoga, per poter controllare la propria irascibilità, anche se al resto della combriccola appare un po' strana. Isaac, che nel primo film era stato messo alla prova proprio da Jimmy, per quanto riguarda la capacità di fare il barbiere, adesso è diventato un barbiere di grido, con tanto di "firma" sulle teste dei clienti. Nel frattempo, Calvin viene a sapere che il processo di cambiamento travolgerà l'opera di Mamma Emma, una donna che ha passato la vita con i bambini, tra cui lo stesso Calvin, che non potendo pagare i suoi debiti, sarà costretta a andarsene da Chicago. Calvin che principalmente era stato favorevole al cambiamento:
(Calvin, davanti a uno stupefatto Eddie)
capisce che così facendo rinnega le proprie origini, e quando capirà che il negozio di fronte al suo diventerà un barbiere in franchising, non potrà esimersi dal manifestare la propria indignazione. La proposta della Quality Land Immobiliare dovrà essere sottoposta al vaglio dell'amministrazione comunale che farà intervenire tutti i negozianti ad un forum in cui ognuno potrà dire la propria opinione. Calvin in un bel discorso rifiuta categoricamente l'offerta, che però sarà comunque approvata dalla giunta. Allora torna al negozio, e distrugge tutti i cambiamenti apportati, decidendo che se il negozio dovrà chiudere, chiuderà proprio come era stato concepito dal padre. Ma i clienti non sono dell'opinione della giunta e si crea una lunga fila fuori dalla proprietà di Calvin, che quindi continuerà a prosperare.